# Батайськ
Бата́йськ (рос. Бата́йск) — місто (до 1938 станиця) в Ростовській області Росії. Значний залізничний вузол за 8 км на південь від Ростова-на-Дону, з яким зв'язаний також автобусним сполученням. Населення — 115 700 тис. осіб (2013), площа 77,68 км².

## Історія
Тут був татарський стан Батай. За татарською легендою тут зупинявся хан Батий. На його честь названа річка — Батайсу («струмок Батия»).
1395 року тут стояв Тимур (Тамерлан), якого привело сюди багатство Тани, яку він зруйнував.
1769 року запорозькі козаки, що освоювали південно-східні території краю, заснували Батайське.
До 1797 року входило до Маріупольського повіту Катеринославської губернії.
Частина людей з Батайську переселилися південніше у Нове Батайське (Ракове), сучасне місто Новобатайськ.
За даними на 1859 рік у казенному селі Ростовського повіту Катеринославської губернії налічувалось 821 дворове господарство, у яких мешкало 5802 особи (2893 чоловічої статі та 2909 — жіночої), існували православна церква та завод.
Станом на 1886 рік у селі, центрі Батайської волості, мешкало 6958 осіб, налічувалось 1197 дворових господарств, існували 2 православні церкви, школа, 16 лавок, цегельний завод, рейнський погріб, 6 постоялих дворів.
До Батайську увійшло західне козацьке село Койсюг.

## Економіка
Підприємства залізничного транспорту, заводи ремонтний-механічних і монтажних заготовок; виробництво будівельних матеріалів, харчова, легка промисловість.

## Освіта
Технікум залізничного транспорту.